# برودریک کرافورد
ویلیام برودریک کرافورد (انگلیسی: William Broderick Crawford؛ زاده ۹ دسامبر ۱۹۱۱ – درگذشته ۲۶ آوریل ۱۹۸۶) یک هنرپیشه اهل ایالات متحده آمریکا بود. وی بین سال‌های ۱۹۳۵ تا ۱۹۸۵ میلادی فعالیت می‌کرد.

## جوایز
- جایزه اسکار بهترین بازیگر نقش اول مرد
- برنده گلدن گلوب بهترین بازیگر نقش اول مرد برای فیلم تمام مردان شاه- ۱۹۴۹

## فیلم‌شناسی
- چشم و گوش بسته
- بو ژست
- ماه دروغگو
- یاغی‌ها